# Geelvoorhoofdkakariki
De Geelvoorhoofdkakariki (Cyanoramphus auriceps) is een vogel uit de familie Psittaculidae (papegaaien van de Oude Wereld).

## Verspreiding en leefgebied
Deze soort is endemisch in Nieuw-Zeeland.

## Status
De grootte van de populatie is in 2013 geschat op 10.000-30.000 volwassen vogels. Vroeger was het een hele algemene soort maar door ontbossing en door mensen ingevoerde predatoren is het een hele schaarse soort geworden. Op de Rode lijst van de IUCN heeft deze soort daarom de status gevoelig.